# Entreprise de services locaux concurrentiels
Une entreprise de service locaux concurrentiels (ESLC ; aussi appelée fournisseur concurrent local, nouveau fournisseur de service local ou opérateur concurrent ; en anglais competitive local exchange carrier ou CLEC) est une entreprise de services locaux qui concurrence une entreprise qui a longtemps eu un monopole pour la fourniture du service local. L'entreprise qui a longtemps eu un monopole est souvent appelée entreprise de services locaux titulaire (ESLT).

## Contexte
Les entreprises de services locaux (ESL) sont divisées en deux groupes :
- les entreprises de services locaux titulaires (ESLT)
- et les entreprises de services locaux concurrentiels (ESLC).

Les ESLT sont généralement les ESL monopolistiques d'origine dans une zone donnée. Ces entreprises reçoivent un traitement réglementaire différent comparativement aux ESLC.
Une entreprise de services locaux de données (ESLD) est une ESLC spécialisée dans les services DSL. Une telle entreprise loue des lignes à un ESLT et les revend à des fournisseurs de services Internet (FSI).

## Histoire
Les entreprises de services locaux concurrentiels (ESLC) ont évolué à partir des fournisseurs d'accès concurrentiel qui ont commencé à offrir des services de lignes spécialisées et d'accès spéciaux, en concurrence avec les ESLT à compter de 1985. Les fournisseurs d'accès concurrentiel (tels que Teleport Communications Group (en) (TCG) et Metropolitan Fiber Systems (en) (MFS) ont déployé des réseaux de fibres optiques dans les quartiers d'affaires des plus grandes villes américaines (New York, Chicago, Boston, etc.).
Un certain nombre de commissions des services publics au niveau des états, en particulier dans les états de New York, de l'Illinois et du Massachusetts, ont encouragé cette concurrence. Au début des années 1990, les fournisseurs d'accès concurrentiel ont commencé à installer des commutateurs téléphoniques dans leurs réseaux de fibres optiques. Au départ, ils offraient un service de commutateur privé partagé et étaient interconnectés avec les ESLT en tant qu'utilisateurs finaux plutôt qu'en tant que co-transporteurs.
La New York Public Service Commission (en) (Commission de services publics de l'état de New York) a créé la première ESLC du pays en exigeant que Verizon New York (en) (l'ESLT) permette aux commutateurs de Teleport Communications Group (en) de se connecter aux siens en tant qu'égal à égal. D'autres états ont suivi l'exemple de New York, de sorte qu'au milieu des années 1990, la plupart des grands états avaient autorisé la concurrence locale.

## Croissance
Le Telecommunications Act de 1996 a confirmé les résultats positifs du processus d'autorisation état par état en créant une loi nationale uniforme pour permettre la concurrence locale. Cela a eu comme effet pervers de stimuler la création de beaucoup plus d'ESLC que ce que les marchés pouvaient supporter.
La formation de ces ESLC, avec un financement facile de la part des fournisseurs d'équipement et des introductions en bourse, a grandement contribué à la bulle Internet de la fin des années 1990 qui s'est ensuite transformée en effondrement en 2001.
Les premières ESLC ont passé la décennie 1985-1995 à déployer leurs propres réseaux de fibres optiques et de commutateurs numériques, de sorte que leur seule dépendance vis-à-vis des ESLT consistait à louer certaines lignes DS-1 dans les emplacements non desservis par leur propre fibre et à interconnecter leurs commutateurs avec ceux des ESLT sur une base d'égal à égal. Bien que les dépendances précédentes n'étaient pas insignifiantes, les ESLC d'origine, qui avaient construit leur propre réseau, comme Teleport Communications Group (en) (TCG) et Metropolitan Fiber Systems (en) (MFS), commençaient à être rentables au moment de l'adoption de la Loi sur les télécommunications de 1996. En revanche, de nombreuses ESLC formées durant la bulle Internet postérieure à la Loi sur les télécommunications exploitaient des éléments de réseau dégroupés (UNE-P) en achetant en gros les services des ESLT, en les revendant au détail et en louant les paires de cuivre et les ports sous-jacents du réseau de l'ESLT. Cette plus grande dépendance à l'égard des ESLT a rendu ces ESLC vulnérables aux changements apportés aux règles de dégroupement des éléments de réseau.
Entre-temps, les plus importantes ESLC, MFS et TCG, ont fait l'objet d'introduction en bourse et ont ensuite été acquises respectivement par WorldCom et AT & T en 1996 et 1998 alors que ces entreprises interurbaines se préparaient à défendre leurs clients d'affaires contre les compagnies régionales de téléphone américaines (RBOC) qui s’apprêtaient à faire leur entrée dans le marché des communications interurbaines.

## Décisions importantes de la FCC
Lors de l'examen triennal d'août 2003, la Federal Communications Commission a commencé à réécrire une grande partie des règles mises en œuvre par la Telecommunications Act de 1996. Une alternative à l'UNE-P fut le dégroupement de la boucle locale (UNE-L), dans laquelle l'ESLC peut opérer son propre commutateur local situé dans un espace loué dans le centre de commutation de l'ESLT. La boucle locale qui va de la maison au centre de commutation est loué à l'ESLT par l'ESLC et raccordé à son commutateur.
L'UNE-P et l'UNE-L ont leurs propres avantages et inconvénients. Par exemple, les ESLC qui n'ont pas leurs propres installations et qui sont régies par les règles du UNE-P sont en mesure de revendre les services de gros achetés auprès de plusieurs ESLT, établissant ainsi une couverture géographique plus large que les ESLT ou les ESLC dotées d'installations.
En octobre 2004, la Cour suprême des États-Unis a entériné la décision d'un tribunal inférieur (en refusant d'entendre un appel) qui annulait les règles obligeant les ESLT à louer certains éléments de réseau (comme la commutation locale ou la partie haute fréquence de la boucle) à un prix de gros réglementé fondé sur les coûts.
La Federal Communications Commission avait décidé plus tôt dans l'année de réécrire ses règles plutôt que de faire appel de leur validité. En décembre 2004, la Federal Communications Commission a publié un autre ensemble de règles qui éliminaient progressivement, sur une période d'un an, tous les services de location de commutation des ESLT, tout en préservant l'accès à la plupart des boucles locales et à certaines installations entre les centres de commutation.
En parallèle avec les ESLC louant divers équipements aux ESLT, il existe des ESLC qui contournent entièrement le réseau des ESLT en utilisant leur propre réseau, par exemple, les entreprises de câblodistribution offrant un service téléphonique par câble coaxial.

## ESLC actuellement en exploitation

### États-Unis
Après 2005, il y a eu une vague de consolidation des ESLC, ce qui a réduit leur nombre de près de la moitié. Les principales ESLC en affaires aujourd'hui comprennent : 123Net (en), Bandwidth.com (en), Crexendo, mitel, TPx Communications (en), Birch Communications (en), Integra Telecom (en), Airespring (en), BullsEye Telecom, Level 3 Communications, Broadview Networks (en), ACD.net (en), NuWave Communications, Earthlink Business, CallFire (en). Il en existe des centaines d'autres selon le FCC Form 499 Filer database.

### Canada
Les ESLC au Canada comprennent : Vmedia (en), Comwave (en), Distributel, Iristel (en), Fibernetics, ISP Telecom, IXICA Communications Inc., Primus Canada (en), SSI Micro (en), TekSavvy (en), TNW, YourLink (en) et Switch.